# مکانیک‌گرایی
مکانیک‌گرایی یا مکانیسم (به انگلیسی: Mechanism) بر این باور استوار است که کل طبیعت (همهٔ چیزهای زنده) همانند ماشین‌های یا مصنوعات پیچیده‌ای هستند که از بخش‌هایی تشکیل شده‌اند که هیچ رابطه ذاتی با یکدیگر ندارند. 

این آموزه در فلسفه به دو طرز مختلف ارائه می‌شود. آنها هر دو آموزه متافیزیک بوده، اما از نظر وسعت و عمق متفاوت هستند: اول) آموزه جهانی در مورد طبیعت است. دوم) آموزه محدود (محلی) در مورد انسان‌ها و ذهن آن‌هاست که به شدت مورد بحث است. برای شفافیت می‌توان این دو آموزه را به عنوان مکانیسم جهانی و مکانیسم انسان شناسی تفکیک کنیم. 
واژه مکانیسم در تاریخ فلسفه معنای ثابتی نداشته است. در ابتدا، این اصطلاح به نظریه کیهانی اشاره داشت که حرکات و تغییرات جهان را به نیرویی خارجی نسبت می‌داد. در این دیدگاه، اشیای مادی کاملاً منفعل هستند، در حالی که طبق نظریه مخالف (یعنی دینامیسم)، اشیاء دارای منابع انرژی درونی هستند که فعالیت هر یک و تأثیر آن‌ها بر جریان وقایع را توضیح می‌دهد. این معانی، با این حال، به‌زودی تغییراتی را تجربه کردند.
سؤال درباره اینکه آیا حرکت ویژگی ذاتی اجسام است یا توسط عاملی خارجی به آن‌ها منتقل شده، اغلب نادیده گرفته می‌شد. برای بسیاری از کیهان‌شناسان، ویژگی اساسی مکانیسم تلاش برای کاهش تمام ویژگی‌ها و فعالیت‌های اجسام به واقعیت‌های کمی، یعنی جرم و حرکت، بوده است. اما به زودی تغییری دیگر نیز رخ داد.
همان‌طور که می‌دانیم، اجسام زنده در نگاه اول ویژگی‌های خاصی دارند که در مواد بی‌جان نظیری ندارند. مکانیسم فراتر از این ظواهر می‌رود و سعی می‌کند تمام پدیده‌های "حیاتی" را به عنوان حقایق فیزیکی و شیمیایی توضیح دهد؛ اینکه آیا این حقایق نیز در نهایت به جرم و حرکت قابل کاهش هستند یا خیر، به مسئله‌ای ثانویه تبدیل می‌شود، اگرچه مکانیست‌ها معمولاً به چنین کاهشی تمایل دارند.
نظریه‌ای که با این مکانیسم زیستی مخالف است، دیگر دینامیسم نیست، بلکه ویالیسم یا نئووایالیسم است که معتقد است فعالیت‌های حیاتی قابل توضیح توسط قوانینی که ماده بی‌جان را اداره می‌کنند نیستند و هرگز نخواهند بود.

— "مکانیسم" در دایرةالمعارف کاتولیک (۱۹۱۳)

## فلسفه مکانیکی
فلسفه مکانیکی شکلی از فلسفه طبیعی است که جهان را با یک سازوکار بزرگ‌مقیاس (یعنی یک ماشین) مقایسه می‌کند. فلسفه مکانیکی با انقلاب علمی اروپا در اوایل دوران مدرن مرتبط است. یکی از اولین توضیحات درباره مکانیزم جهانی در بخش‌های آغازین کتاب لویاتان اثر توماس هابز که در سال ۱۶۵۱ منتشر شد یافت می‌شود.
برخی از تاریخ‌نگاران فکری و نظریه‌پردازان انتقادی معتقدند که فلسفه مکانیکی اولیه با افسون‌زدایی و رد ایده طبیعت به عنوان موجودی زنده یا تحت تأثیر ارواح یا فرشتگان مرتبط بوده است. با این حال برخی دیگر از پژوهشگران اشاره کرده‌اند که فیلسوفان مکانیکی اولیه همچنان به جادو، مسیحیت و معنویت باور داشتند.